# Coloni C4

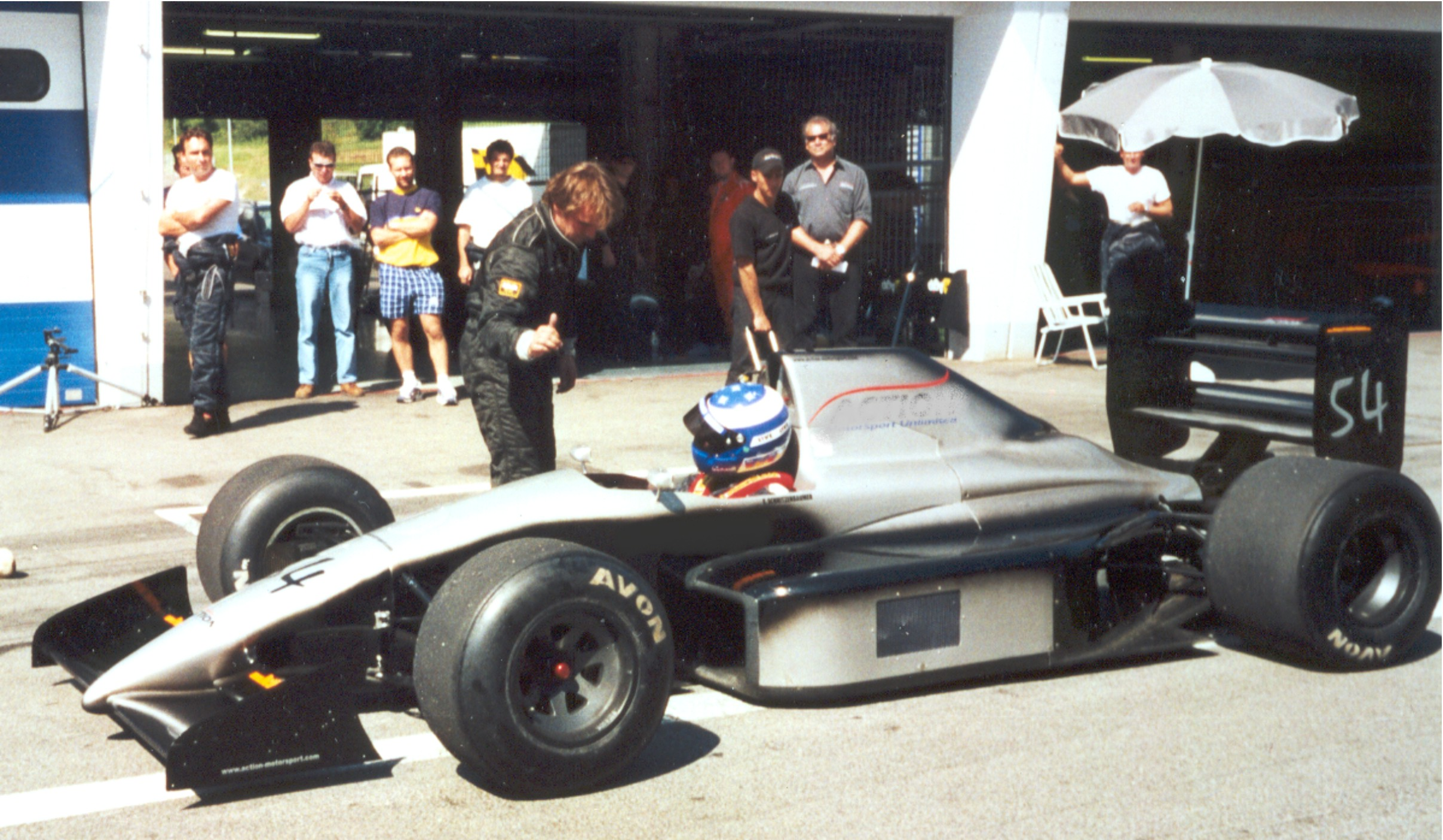
Der Coloni C4 in nicht originaler Lackierung bei privaten Testfahrten 2001

Der Coloni C4 war ein Formel-1-Rennwagen des italienischen Teams Coloni, der 1991 zu 15 Großen Preisen gemeldet wurde. Er war das erfolgloseste Fahrzeug des Jahres, da es wegen regelmäßiger Nichtqualifikationen an keinem Rennen teilnahm. 1992 meldete ihn das Team Andrea Moda Formula unter der Bezeichnung Coloni C4B für zwei Rennen; aber auch in diesem Jahr ließ sich keine Rennteilnahme erreichen.

## Die Technik
Der Coloni C4 war eine Weiterentwicklung des 1989 von Christian Vanderpleyn konstruierten Coloni C3. Er basierte auf dem 1990 vorübergehend eingesetzten Modell C3C und übernahm dessen Chassis und Aufhängungskomponenten. Die Karosserie des Fahrzeugs ähnelte der des C3C stark; einzelne Details wie etwa die Form der Seitenkästen und der Lufteinlass über dem Kopf des Fahrers waren aber geringfügig überarbeitet worden. Da Coloni aus finanziellen Gründen keine eigene Entwicklungsabteilung mehr unterhielt, gingen diese Arbeiten auf Studenten der Universität Perugia zurück, die sich im Rahmen einer Studienarbeit mit der Modifizierung des Coloni beschäftigt hatten. Als Antrieb diente ein Cosworth DFR-Motor, der bis zum vierten Saisonrennen bei Langford & Peck und danach von Hart Racing Engines vorbereitet wurde.
Coloni stellte nur ein Exemplar des C4 her. Das Team verfügte in der zweiten Saisonhälfte 1991 nur über ein einziges Triebwerk.

## Die Renneinsätze

### Formel-1-Weltmeisterschaft
Coloni meldete den C4 in der Saison 1991 zu 15 Großen Preisen. Fahrer war zunächst Pedro Matos Chaves; für die letzten beiden Rennen des Jahres wurde er durch Naoki Hattori ersetzt. Beide Piloten hatten keine Erfahrung in der Formel 1. Das Team unterlag während der gesamten Saison der Vorqualifikation. Chaves und Hattori scheiterten regelmäßig an der Vorqualifikation, sodass sich keine einzige Rennteilnahme erreichen ließ. Beim Großen Preis von Portugal – dem Heimrennen Chaves´- konnte das Team nicht einmal an der Vorqualifikation teilnehmen, da der einzige Motor bereits beim Aufwärmen in der Box einen Defekt erlitt.

### Bologna Sprint
Nach dem letzten Saisonrennen erschien der Coloni C4 im Dezember 1991 beim Bologna Sprint, einem Wettbewerb, der im Rahmen der Bologna Motor Show abgehalten wurde. Hier traten sechs Fahrer in überwiegend italienischen Autos bei kurzen Sprintrennen gegeneinander an. Der C4 wurde von dem Team Coloni-Andrea Moda Formula gemeldet und war, abgesehen von der nun schwarzen Lackierung, unverändert. Fahrer des C4 war Antonio Tamburini. Tamburini setzte sich im ersten Sprint gegen Gianni Morbidelli im Minardi M191 durch, scheiterte aber im Halbfinale an Johnny Herbert, der einen Lotus 102 mit Judd-Motor einsetzte.

## Der Coloni C4B
Ende 1991 übernahm der italienische Schuhfabrikant Andrea Sassetti Teile des Coloni-Teams, darunter das technische Material und den Coloni C4. Er betrieb in der Saison 1992 ein eigenes Formel-1-Team unter dem Namen Andrea Moda Formula. Für das erste Rennen des Jahres meldete er den Coloni C4B, eine im Bereich des Fahrzeughecks stark modifizierte Version des C4, der von Enrico Bertaggia und Alex Caffi gefahren werden sollte. Das Team wurde allerdings von der Teilnahme am ersten Großen Preis des Jahres 1992 ausgeschlossen, sodass der C4B nicht einmal zur Vorqualifikation antrat. Zum Großen Preis von Brasilien ersetzte Andrea Moda den Coloni C4B durch den neuen, von Simtek konstruierten Andrea Moda S921.
In den 1990er-Jahren wurde das Auto auf den Cosworth-Motor zurückgebaut. Es wechselte mehrfach den Besitzer; gelegentlich wurde es für private Testfahrten verwendet.

## Rennergebnisse
| Fahrer               | Nr.                  | 1    | 2    | 3    | 4    | 5    | 6    | 7    | 8    | 9    | 10   | 11   | 12   | 13   | 14 | 15   | 16   | Punkte | Rang |
| -------------------- | -------------------- | ---- | ---- | ---- | ---- | ---- | ---- | ---- | ---- | ---- | ---- | ---- | ---- | ---- | -- | ---- | ---- | ------ | ---- |
| Formel-1-Saison 1991 | Formel-1-Saison 1991 |      |      |      |      |      |      |      |      |      |      |      |      |      |    |      |      | 0      | –    |
| P. Chaves            | 31                   | DNPQ | DNPQ | DNPQ | DNPQ | DNPQ | DNPQ | DNPQ | DNPQ | DNPQ | DNPQ | DNPQ | DNPQ | DNPQ |    |      |      | 0      | –    |
| N. Hattori           | 31                   |      |      |      |      |      |      |      |      |      |      |      |      |      |    | DNPQ | DNPQ | 0      | –    |

| Legende  | Legende            | Legende                                                          |
| Farbe    | Abkürzung          | Bedeutung                                                        |
| -------- | ------------------ | ---------------------------------------------------------------- |
| Gold     | –                  | Sieg                                                             |
| Silber   | –                  | 2. Platz                                                         |
| Bronze   | –                  | 3. Platz                                                         |
| Grün     | –                  | Platzierung in den Punkten                                       |
| Blau     | –                  | Klassifiziert außerhalb der Punkteränge                          |
| Violett  | DNF                | Rennen nicht beendet (did not finish)                            |
| Violett  | NC                 | nicht klassifiziert (not classified)                             |
| Rot      | DNQ                | nicht qualifiziert (did not qualify)                             |
| Rot      | DNPQ               | in Vorqualifikation gescheitert (did not pre-qualify)            |
| Schwarz  | DSQ                | disqualifiziert (disqualified)                                   |
| Weiß     | DNS                | nicht am Start (did not start)                                   |
| Weiß     | WD                 | zurückgezogen (withdrawn)                                        |
| Hellblau | PO                 | nur am Training teilgenommen (practiced only)                    |
| Hellblau | TD                 | Freitags-Testfahrer (test driver)                                |
| ohne     | DNP                | nicht am Training teilgenommen (did not practice)                |
| ohne     | INJ                | verletzt oder krank (injured)                                    |
| ohne     | EX                 | ausgeschlossen (excluded)                                        |
| ohne     | DNA                | nicht erschienen (did not arrive)                                |
| ohne     | C                  | Rennen abgesagt (cancelled)                                      |
| ohne     | keine WM-Teilnahme |                                                                  |
| sonstige | P/fett             | Pole-Position                                                    |
| sonstige | 1/2/3/4/5/6/7/8    | Punktplatzierung im Sprint-/Qualifikationsrennen                 |
| sonstige | SR/kursiv          | Schnellste Rennrunde                                             |
| sonstige | *                  | nicht im Ziel, aufgrund der zurückgelegten Distanz aber gewertet |
| sonstige | ()                 | Streichresultate                                                 |
| sonstige | unterstrichen      | Führender in der Gesamtwertung                                   |